# Пиарио
Пиа̀рио (на италиански: Piario; на ломбардски: Pier, Пиер) е село и община в Северна Италия, провинция Бергамо, регион Ломбардия. Разположено е на 539 m надморска височина. Населението на общината е 1066 души (към 2018 г.).